# Igawilo
Igawilo ist ein Verwaltungsbezirk (Ward) des Distrikts Mbeya (CC) in der tansanischen Region Mbeya.

## Geografie
Igawilo liegt im Südwesten von Tansania, im Osten der Regionshauptstadt Mbeya. Die nördliche Grenze bildet die Nationalstraße T1, die nach Osten nach Daressalam verläuft, die Grenze im Westen ist die Nationalstraße T10, die nach Süden zum Malawisee führt. Die Fläche beträgt 4,6 Quadratkilometer und bei der Volkszählung 2022 lebten hier 25.004 Menschen in 7277 Haushalten.

## Geschichte
Bei der Volkszählung im Jahr 2012 hatte der Bezirk 17.300 Einwohner.

## Gliederung
Der Bezirk besteht aus vier Stadtteilen (Mtaa):
- Sokoni
- Chemchem
- Mwanyanje
- Mponja

## Wirtschaft und Infrastruktur
- Gesundheit: In Igawilo befindet sich ein Distriktskrankenhaus.[7]